# Jack & Jones
Jack & Jones je dánská globální oděvní značka, která celosvětově provozuje na tisíc vlastních prodejen, což ji dělá jednou z vedoucích pánských módních značek v Evropě. Jack & Jones patří společně s dalšími 19 značkami k mateřské společnosti Bestseller, která byla založena v roce 1975 Troelsem Holchem Povlsenem.
Značka Jack & Jones byla založena v roce 1990 mateřskou společností Bestseller. První pobočka byla otevřena o rok později v Norsku. Výroba je zaměřena na mladé muže od 16 do 30 let. Styl značky může být popsán jako moderní a uvolněný. Džíny značky Jack & Jones jsou zčásti navrhovány italskými módními designery.
V létě roku 2018 přišla značka s kolekcí větších velikostí (2 XL až 6 XL). Dále si klade za cíl oslovit i ještě mladší klientelu.
V Německu provozuje značka 244 filiálek. Mimo jiné působí také ve Velké Británii, Francii, Nizozemsku, Švédsku, Finsku, Itálii, Španělsku, Belgii, Švýcarsku, Rakousku a Polsku.